# Роджер Хокеншоу

Герб Ірландії.

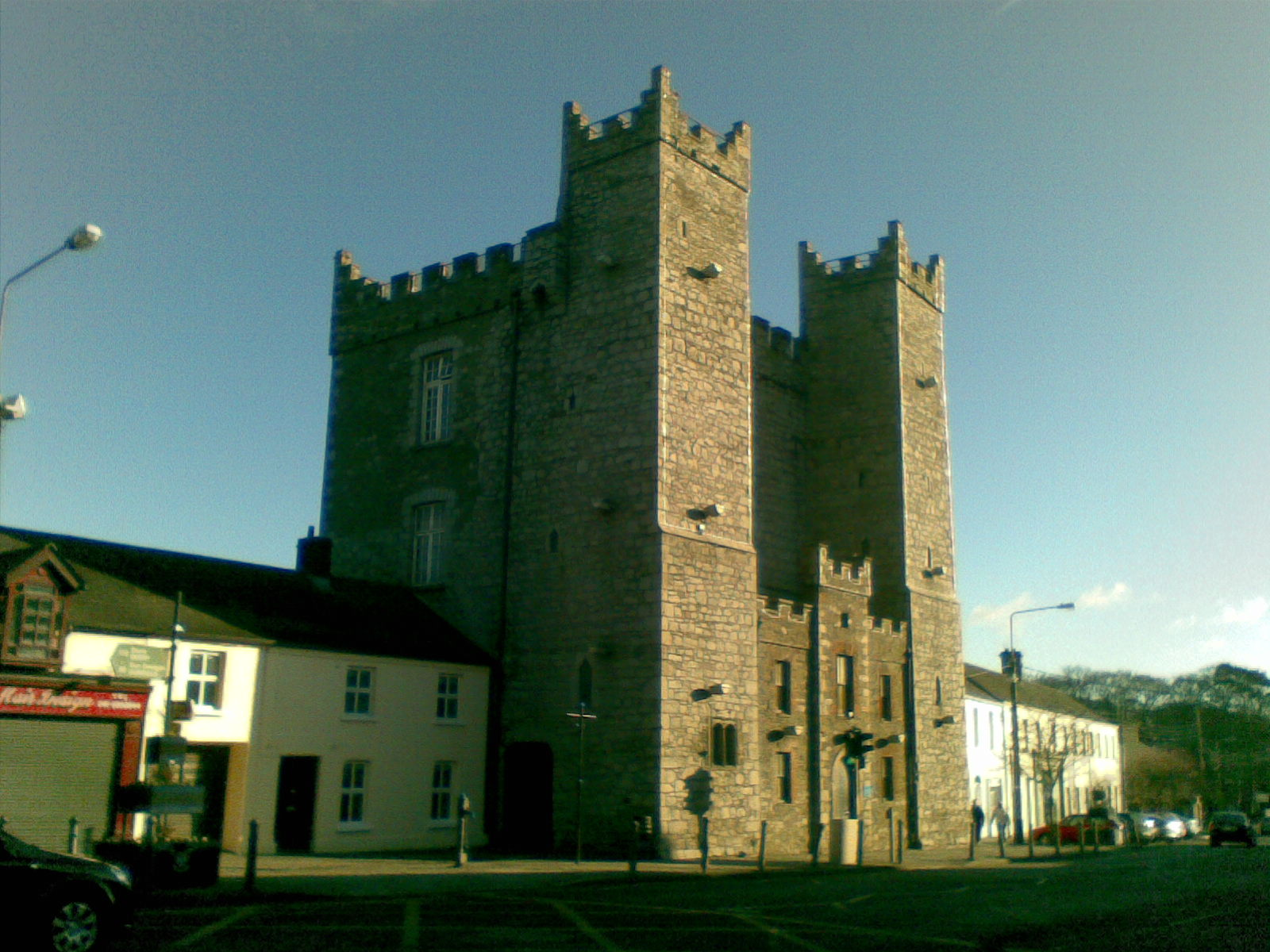
Замок Арді.

Роджер Хокеншоу або Роджер Хакеншоу (англ. Roger Hawkenshaw, Roger Hakenshawe) (помер у 1434 р.) — ірландський суддя, юрист, політик, радник Таємної Ради Ірландії. Деякий час виконував обов'язки лорд-канцлера Ірландії в час поганого здоров'я чинного лорд-канцлера. На відміну від багатьох інших політиків та державних діячів англійської колонії в Ірландії того часу був не англійцем, а ірландцем за походженням. Можливо, він був сином, але, швидше за все, онуком іншого Роджера Хокеншоу або Хакеншоу, високопоставленого посадовця Корони Англії, який був ешеатором Ірландії (юридична посада) в 1370-х роках. Старший Роджер Хокеншоу помер у 1375 році.

## Життєпис

### Початок кар'єри
Про молодшого Роджера вперше почули в 1409 році, коли Річард Петір, який згадувався в Патентному списку 1400 року як клерк на королівській службі, призначив його одним зі своїх повірених для ведення його ірландських справ під час його відсутності в Ірландії. Того ж року, як знак прихильності корони Англії, він отримав спільно з Генрі Стеніхерстом землі Роберта Берневалла, неповнолітнього, які перебували у власності корони Англії. У 1415 році його призначили тимчасовим суддею в колегії з п'яти осіб (до якої входив Джеймс Уріел) для розгляду позову про справи про шлюб і розлучення проти Еліс Браун з Браунстауна, графство Кілдер. Він був призначений другим суддею Королівського суду (Ірландія) у 1416 році, після смерті Джона Бермінгема, із жалуванням 20 фунтів на рік (на той час велика сума).

### Заступник лорд-канцлера Ірландії
З 1416 року Роджер Хокеншоу виконував обов'язки заступника лорда-канцлера Ірландії Томаса Кренлі, який був літньою людиною, навіть за сучасними стандартами і часто був занадто слабким, щоб виконувати свої обов'язки (він помер наступного року). Роджер також час від часу виконував обов'язки заступника наступника Томаса Кренлі — сера Лоуренса Мербері. Невдовзі після його призначення заступником лорд-канцлера, йому та Річарду Ешвеллу, старшому клерку лорд-канцлера Ірландії та майбутньому магістру в Ірландії, було наказано підготувати та зареєструвати всі документи канцлера, оскільки часті відсутності канцлера у королівських справах означали, що він не міг виконувати свої обов'язки особисто. Їм також було доручено відправляти правосуддя в кількох частинах королівства над тими підданими короля, які не могли звернутися до суду канцлера «через відстань і небезпеку шляху» (в Ірландії в той час, як і завжди було неспокійно — ірландці повставали проти англійської влади).
У 1418 році він був одним із тих, хто отримав дозвіл від корони Англії заснувати нову каплицю під назвою Каплиця Святого Іоанна поблизу Дубліна, так само як і його майбутній колега Реджинальд де Снітербі. Але невідомо, чи була ця каплиця хоч коли-небудь побудована. Того ж року йому було даровано маєток в Арді, яким раніше володів Річард Берджесс.
У 1420 році Корона Англії, отримавши численні скарги від громадян графства Міт щодо незаконного захоплення продуктів харчування та іншого майна військами та постачальниками лорда-лейтенанта Ірландії, призначила Роджера Хокеншоу та його колегу Річарда Сідгрейва розслідувати цю справу.
Роджера Хокеншоу знову призначили суддею Королівського Суду у 1422 році, на початку правління короля Англії Генріха VI. Він отримував таку ж зарплату в розмірі 20 фунтів стерлінгів, а також невелику щоденну оплату. У 1425 році Таємна Рада Ірландії наказала виплатити заборгованість з його жалування. У 1427 році він знову поскаржився, що йому не заплатили вчасно жалування. Корона Англії наказала Міністерству фінансів провести розслідування, і було виявлено, що гонорари справді були заборгованими на суму 127 фунтів стерлінгів. Корона належним чином наказала виплатити йому заборгованість. У тому ж році він був призначений одним із суддів і хранителів миру в графстві Міт.
За посадою він був радником Таємної Ради Ірландії. Він був присутній на важливому засіданні Таємної Ради Ірландії в грудні 1428 року, на якому обговорювалося питання про те, чи може лорд-скарбник Ірландії діяти через свого заступника, поки він був відсутній в Англії.
Вважається, що Роджер помер у 1434 році.